# 카나리아 해류
카나리아 해류(카나리아 海流, Canary Current)는 북대서양 환류의 일부인 해류이다. 북유럽에서 북대서양 해류(North Atlantic Current)가 분리되어 나와서 유럽과 아프리카의 서부 연안을 따라 남쪽으로 흐르는 해류이다. 표면 유속은 0.2m, 유량은 매초 1,600만 톤 정도이다. 저온 ‧ 저염분으로 한류성을 지니고 있어 연안 기후를 온화하게 만든다

## 같이 보기
- 크리스토퍼 콜럼버스
- 마데이라 제도
- 엘미나성
- 북대서양 환류